# Phreatia stipulata
Phreatia stipulata är en orkidéart som beskrevs av Rudolf Schlechter. Phreatia stipulata ingår i släktet Phreatia och familjen orkidéer. Inga underarter finns listade i Catalogue of Life.